# Faedrus
För andra betydelser, se Faidros.
Faedrus eller Phaedrus, född cirka 15 f.Kr., död cirka 50 e.Kr., romersk fabelförfattare.

## Biografi
Faedrus föddes i Makedonien, men verkar redan som ung ha kommit till Rom. Enligt en ofta upprepad berättelse ska han ha varit Augustus frigivna slav. Hans skriftställarverksamhet i Rom provocerade många och han förföljdes under Tiberius, möjligen på grund av alltför fria yttranden om högtstående män som Sejanus. Under Claudius verkar han ha fått verka mer ostört och han sökte då publik och mecenater i högre stående kretsar.
Efter hand kom fem av hans böcker ut, under benämningen esopiska fabler (Fabulae aesopiae). Hans verk, ett första försök att göra fabeldikten populär i Rom, står långt efter den grekiska förebilden, särskilt i enkelhet och livfull åskådlighet, och där den moralitet, som är inflätad i för- och efterord, är något flack och oklar. Hans djurtyper är inte heller jämförliga med de grekiska. Utförandet är dock ledigt, språket vårdat, men något ojämnt, samt versbildningen god. Den samling, som finns i behåll, är ofullständig. Dess äkthet har varit ifrågasatt.
Hans fabler har översatts till svenska av Gerhard Bendz i Phaedrus fabler (1962). Äldre svenska översättningar är Phædri Fabler, i swenske rijm öfwersatte, och med några moraliske anmärckningar förklarade (översättning Eric Wrangel, 1736), Phædri Aug. liberti Fabularum Æsopiarum libri V. Eller Phædri fabler, med swänska anmärkningar (anonym översättning, 1781) och Phædri æsopiska Fabler (översättning, Magnus Boman, 1788).